# Rhaphidophora cryptantha
Rhaphidophora cryptantha là một loài thực vật có hoa trong họ Ráy (Araceae). Loài này được P.C.Boyce & C.M.Allen mô tả khoa học đầu tiên năm 2001.